# Педеробба
Педеробба (італ. Pederobba, вен. Pederoba) — муніципалітет в Італії, у регіоні Венето, провінція Тревізо.
Педеробба розташована на відстані близько 450 км на північ від Рима, 60 км на північний захід від Венеції, 33 км на північний захід від Тревізо.
Населення — 7486 осіб (2014).

## Демографія
Населення за роками:

Станом на 1 січня 2023 року в муніципалітеті офіційно проживало 825 іноземців з 49 країн, серед них 154 громадяни країн Євросоюзу та 25 громадян України.

## Сусідні муніципалітети
- Алано-ді-П'яве
- Кавазо-дель-Томба
- Корнуда
- Крочетта-дель-Монтелло
- Монфумо
- Вальдобб'ядене
- Відор